# Andrei Wjatscheslawowitsch Lopatow
Andrei Wjatscheslawowitsch Lopatow (russisch Андрей Вячеславович Лопатов; * 12. März 1957 in Inta; † 14. Februar 2022 in Santa Monica, Vereinigte Staaten) war ein sowjetischer Basketballspieler.

## Biografie
Andrei Lopatow begann im Alter von 15 Jahren bei einer Körpergröße von 1,92 m mit dem Basketballspielen. Er spielte für die Jugendmannschaft der Autonomen Sozialistischen Sowjetrepublik der Komi, ehe er 1974 nach Moskau zog. Dort besuchte er zunächst die Staatliche Forstuniversität und später machte er seinen Abschluss am Moskauer Institut für Physik und Technologie.
Im Alter von 17 Jahren wurde er 1977 von Trainer  Alexander Gomelski zum PBK ZSKA Moskau geholt. Dort war er die nächsten 16 Jahre aktiv und gewann mit ZSKA zehn Mal den nationalen Meistertitel. 1991 beendete er seine Karriere in Frankreich bei Valence Bourg Basket.
1978 wurde Lopatow erstmals in die sowjetische Nationalmannschaft berufen und gewann bei der Weltmeisterschaft Silber. Es folgten drei Europameistertitel (1979, 1981 und 1985) sowie jeweils Bronze bei der Europameisterschaft 1983 und bei den Olympischen Sommerspielen 1980 in Moskau. Sein größter Erfolg mit der Nationalmannschaft war jedoch der Gewinn der Weltmeisterschaft 1982.
1981 wurde er zum Verdienten Meister des Sports der UdSSR ernannt.
Nach seiner Karriere war Lopatow in mehreren Banken tätig.
Lopatow war der Stiefvater von Basketballspieler Andrei Kirilenko.